# فرانسوا مکاندال
فرانسوا مکاندال (انگلیسی: François Mackandal; c.۱۷۳۰ – c.۱۷۵۸) یکی از رهبران مارون هائیتی در مستعمره فرانسه سنت-دومینگ (هائیتی کنونی) بود. او را بعضاً به عنوان یک کشیش وودو یا هونگان هائیتی توصیف کرده‌اند.
منابع اولیه او را از کوه‌های اطلس که سراسر مغرب را دربرمی‌گیرد، معرفی می‌کنند.
تاریخ‌نویس اهل هائیتی، توماس مادیو، آورده‌است که مکاندال «فردی با سواد بود و به زبان عربی به خوبی تسلط داشت».

## زندگی‌نامه
مانند اغلب بردگان تاریخ دقیق تولد او مشخص نیست. در مبارزه با برده‌داران سفیدپوست مکاندال از گیاهان جزیره سمومی را استخراج می‌کرد و سپس آن زهر را بین بردگان توزیع می‌کرد و بردگان آن را به وعده‌های غذایی و نوشیدنی‌هایی که برای صاحبان مزارع فرانسوی سرو می‌شد، اضافه می‌کردند. او تبدیل به یک رهبر کاریزماتیک چریکی شد که گروه‌های مختلف مارون را متحد کرد و شبکه‌ای از سازمان‌های مخفی، از بردگانی که هنوز در مزارع بودند، ایجاد کرد. به گفته سی. ال. آر. جیمز، مکاندال همچون یک سخنور اروپایی فصاحت داشت و فردی توانا و مستحکم بود. او مارون‌ها را هدایت کرد تا شبانه به مزارع حمله کنند، اموال آنها را به آتش بکشند و صاحبان آن را بکشند.
در سال ۱۷۵۸، فرانسوی‌ها از ترس اینکه مکاندال همه سفیدپوستان را از مستعمره بیرون کند، یکی از متحدان او را زیر شکنجه بردند و اطلاعاتی رابه دست آوردند که منجر به دستگیری مکاندال شد. پس از شش سال برنامه‌ریزی و ایجاد سازمانی از بردگان سیاه‌پوست در سرتاسر هائیتی، برای مسموم کردن فرانسوی‌ها، مکاندال را در میدان مرکزی پورتو پرنس در مقابل دیدگان همه سوزاندند. با این حال، مردم از میان جمعیت، به‌ویژه بردگان سیاه‌پوست، معتقد بودند که مکاندال از میان شعله‌های آتش برخاست و به یک جانور بالدار تبدیل شد، پرواز کرد و نجات یافت.
فراتر از مطالب فوق، موارد متعددی از مکاندال و اعدام و فرار او در فرهنگ و فولکلور جزیره باقی مانده‌است و بعضاً حالت افسانه پیدا کرده‌است و به‌طور گسترده در نقاشی‌ها و هنرهای عامه به تصویر کشیده شده‌است.
بعضی منابع روایت کرده‌اند که مکاندال در کار کشاورزی در یک حادثه در یک پرس نیشکر گرفتار شد و دست راستش را از دست داد.

## در فرهنگ مردم
یکی از معروفترین پرتره‌های مکاندال در رمان «پادشاهی این جهان» اثر آلخو کارپانتیه است که به سبک واقع‌گرایی جادویی تألیف شده است.
شکنجه و اعدام علنی مکاندال (از طریق سوزاندن در آتش) به وضوح در رمان «بابوک» اثر گای اندور در سال ۱۹۳۴ به تصویر کشیده شده است. هم شورشگری مکاندال و هم قتل وحشیانه او در بابوک (بر اساس بوکمن) تأثیرگذار نشان داده می‌شود که به رهبری شورش بردگان در سال ۱۷۹۱ کمک می‌کند.
یک نسخه تخیلی از مکاندال نیز در رمان نالو هاپکینسون، «جاده‌های نمک» و همچنین در رمان مایکلسون تویسانت، «مسیرهای خونین: مسیح جزایر» (به فرانسوی، Les sentiers rouges: Le Messie des iles) ظاهر می‌شود.